# Albert Celades
Albert Celades López (ur. 29 września 1975 w Barcelonie) – hiszpański trener i  piłkarz, grający na pozycji defensywnego pomocnika. Występował kolejno w takich zespołach jak FC Barcelona, Celta Vigo, Real Madryt, Girondins Bordeaux, Real Saragossa, New York Red Bulls oraz Kitchee SC. Razem z reprezentacją Hiszpanii brał udział w Mistrzostwach Świata 1998.
Jego rodzice są Andorczykami.

## Sukcesy
- FC Barcelona
  - Primera División: 1997-98, 1998-99
  - Copa del Rey: 1997, 1998
  - Puchar Zdobywców Pucharów: 1996-97
  - Superpuchar Europy: 1997
  - Superpuchar Hiszpanii: 1996
- Real Madryt
  - Primera División: 2000-01, 2002-03
  - Liga Mistrzów: 2001-02
  - Puchar Interkontynentalny: 2002
  - Superpuchar Europy: 2002
  - Superpuchar Hiszpanii: 2001, 2003